# Dainis Bremze
Dainis Bremze (ur. 22 lipca 1954 w Rydze) – łotewski saneczkarz reprezentujący ZSRR, złoty medalista mistrzostw świata.

## Kariera
Największy sukces w karierze osiągnął w 1978 roku, kiedy wspólnie z Aigarsem Kriķisem zdobył złoty medal na mistrzostwach świata w Imst. W tym samym składzie reprezentanci ZSRR zajęli też trzecie miejsce w dwójkach podczas mistrzostw Europy w Hammarstrand w 1976 roku. W tym samym roku wystartował na też igrzyskach olimpijskich w Innsbrucku, zajmując ósme miejsce w jedynkach i dwójkach. Na rozgrywanych cztery lata później igrzyskach w Lake Placid był dziesiąty w dwójkach, a rywalizacji w jedynkach nie ukończył.